# Distrito de Inashiki (Ibaraki)
El Distrito de Inashiki (稲敷郡 Inashiki-gun), es un distrito ubicado en la Prefectura de Ibaraki (茨城県 Ibaraki-ken), Japón.
A partir de la desmembración del distrito, del 22 de marzo de 2005, las municipalidades de Edosaki (江戸崎町 Edosaki-machi), Shintone (新利根町 Shintone-machi), Azuma (東町  Azuma-machi) y Sakuragawa (桜川村 Sakuragawa-mura) se desprendieron de este distrito y se fusionaron para formar la nueva ciudad de Inashiki (稲敷市 Inashiki-shi).
A partir de la desmembración referida,  el Distrito de Inashiki está conformado solo por las municipalidades de Ami (阿見町 Ami-machi), Kawachi (河内町 Kawachi-machi) y Miho (美浦村 Miho-mura). A partir de los datos de población del 1 de marzo de 2017, el distrito tenía una población estimada de 71 721 y una densidad de 393 personas por km². La superficie total es de 182,31 km². 

## Ami, Miho y Kawachi
Las poblaciones de Ami y Miho se encuentra ubicadas a orillas del lago Kasumigaura (霞ヶ浦 Kasumigaura ), que es el segundo mayor lago en Japón , lago situado en promedio a unos 60 kilómetros al noreste de Tokio. 
En 1995 fue establecida una universidad pública en la localidad de Ami, llamada Ibaraki Prefectural University of Health Sciences (茨城県立医療大学 Ibaraki kenritsu iryou daigaku).
En la localidad de Miho está ubicado un centro de entrenamientos de caballos, inaugurado en 1978. Existen pistas de entrenamiento con diferentes superficies de pista.  Hay aproximadamente 2.300 caballos de carreras estabulados en Miho.  Posee, entre otros, una piscina cubierta. Todos los caballos de carreras JRA (Japan Racing Association) deben registrarse y ser entrenados en los Centro de Entrenamiento de Miho o de Rittō (栗東市 Rittō-shi) de la Prefectura de Shiga.
La población de Kawachi, cruzando el Río Tone, es vecina de la ciudad de Narita de la Prefectura de Chiba, ciudad en donde se encuentra ubicado el Aeropuerto Internacional de Narita, que es el principal aeropuerto de Tokio y de Japón.

## Galería de imágenes

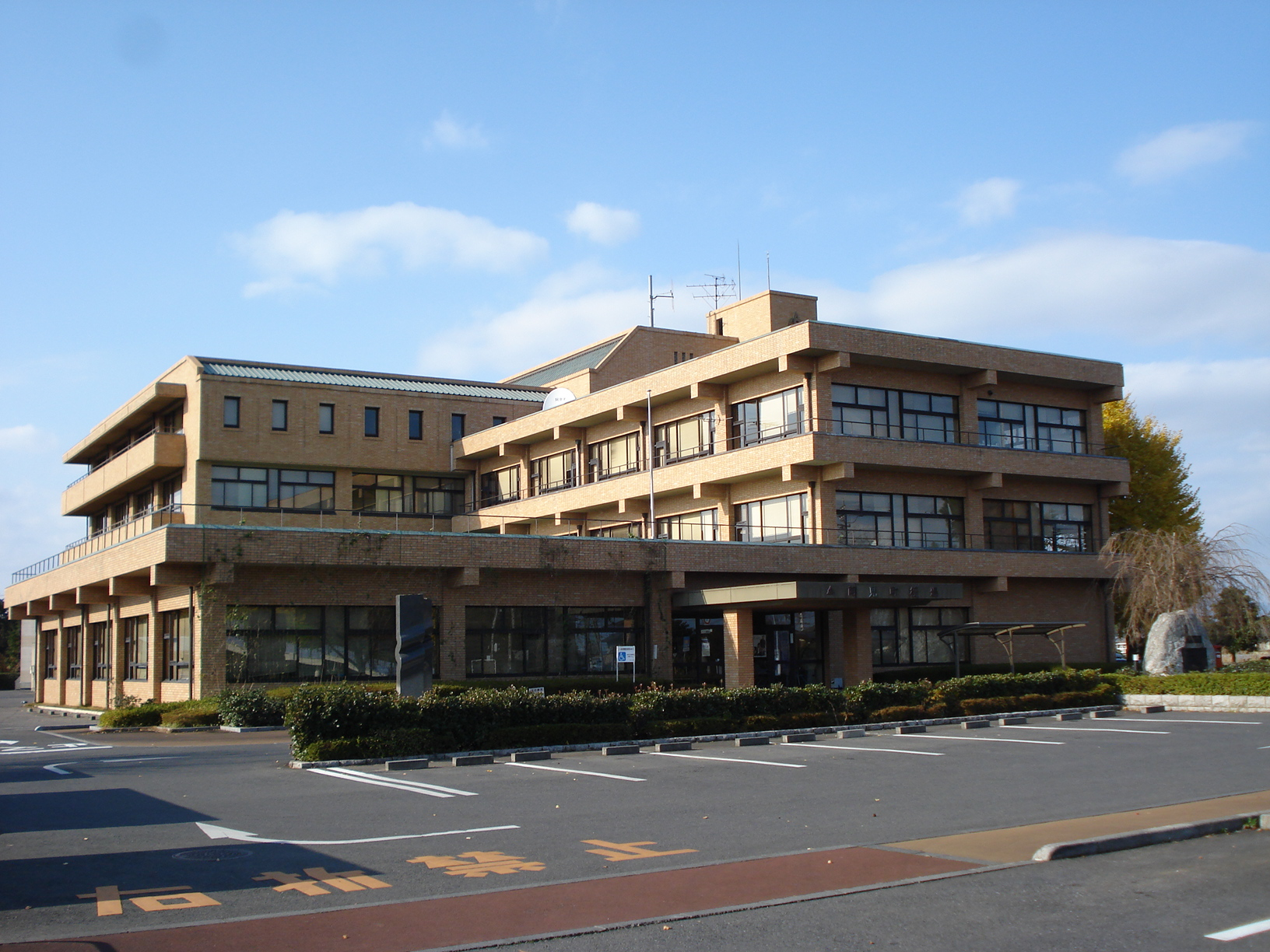
Municipalidad de Ami.
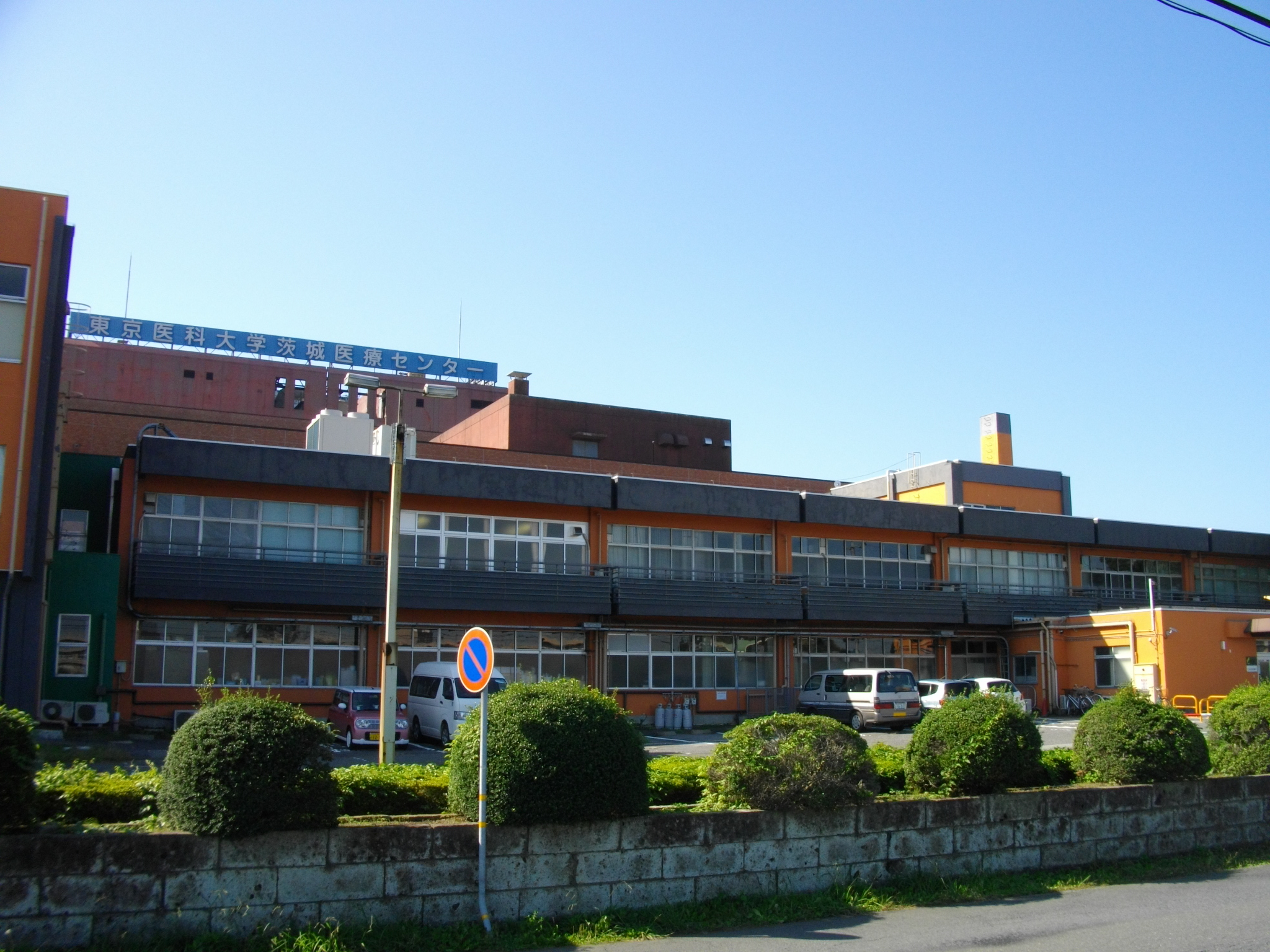
Tokyo Medical University Ibaraki Medical Center en Ami.
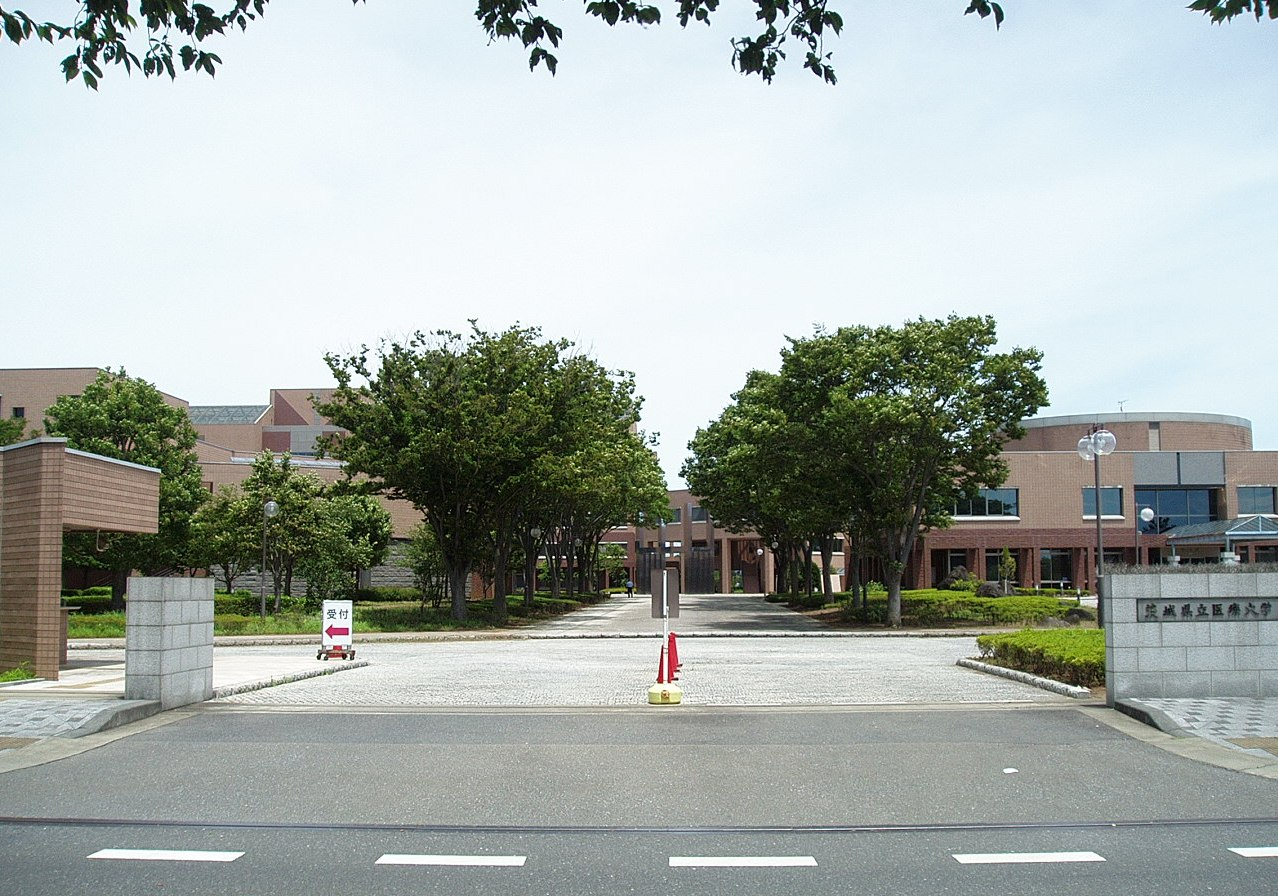
Ibaraki Prefectural University of Health Sciences en Ami.
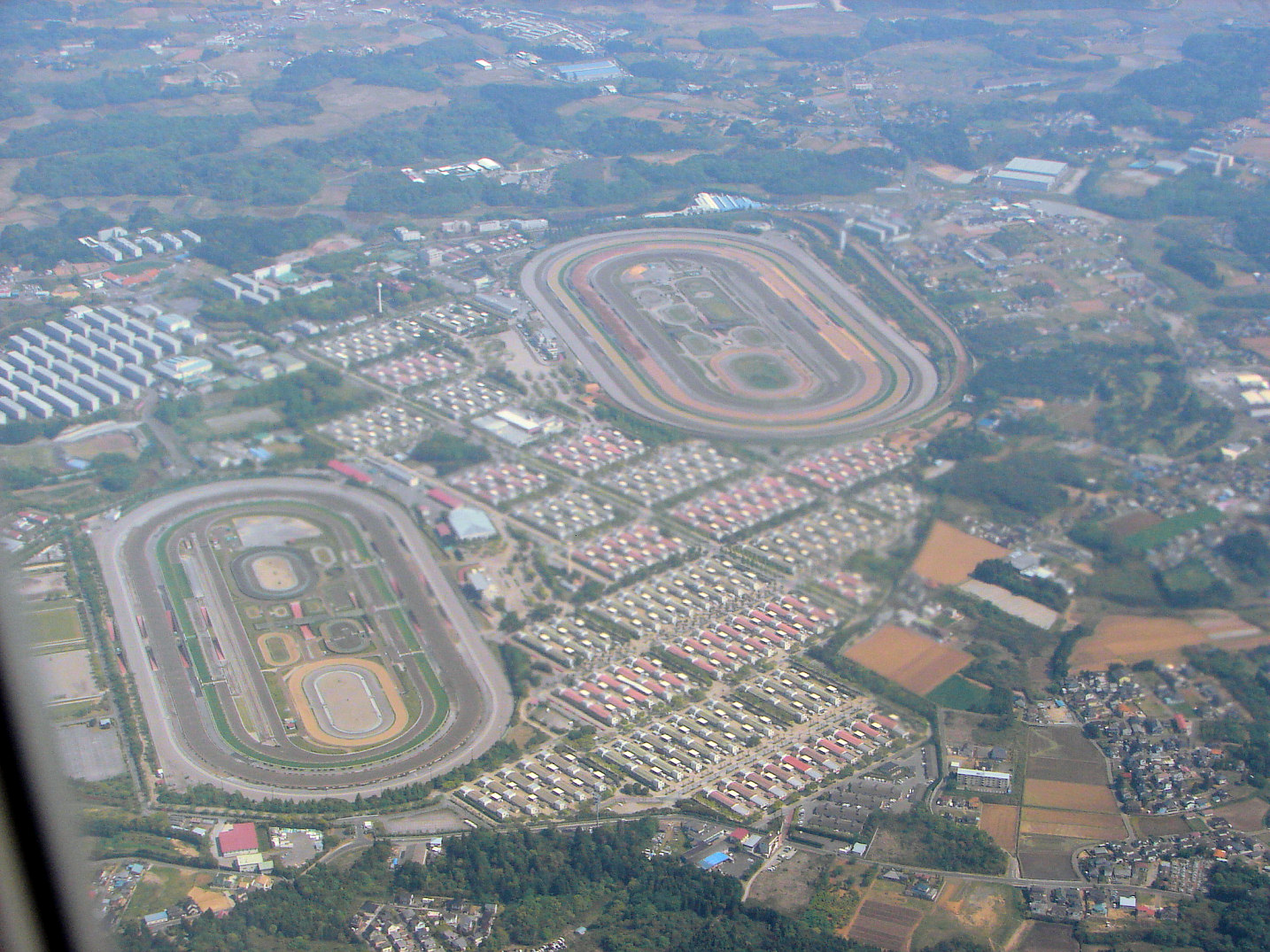
Centro de entrenamiento de caballos en Miho.
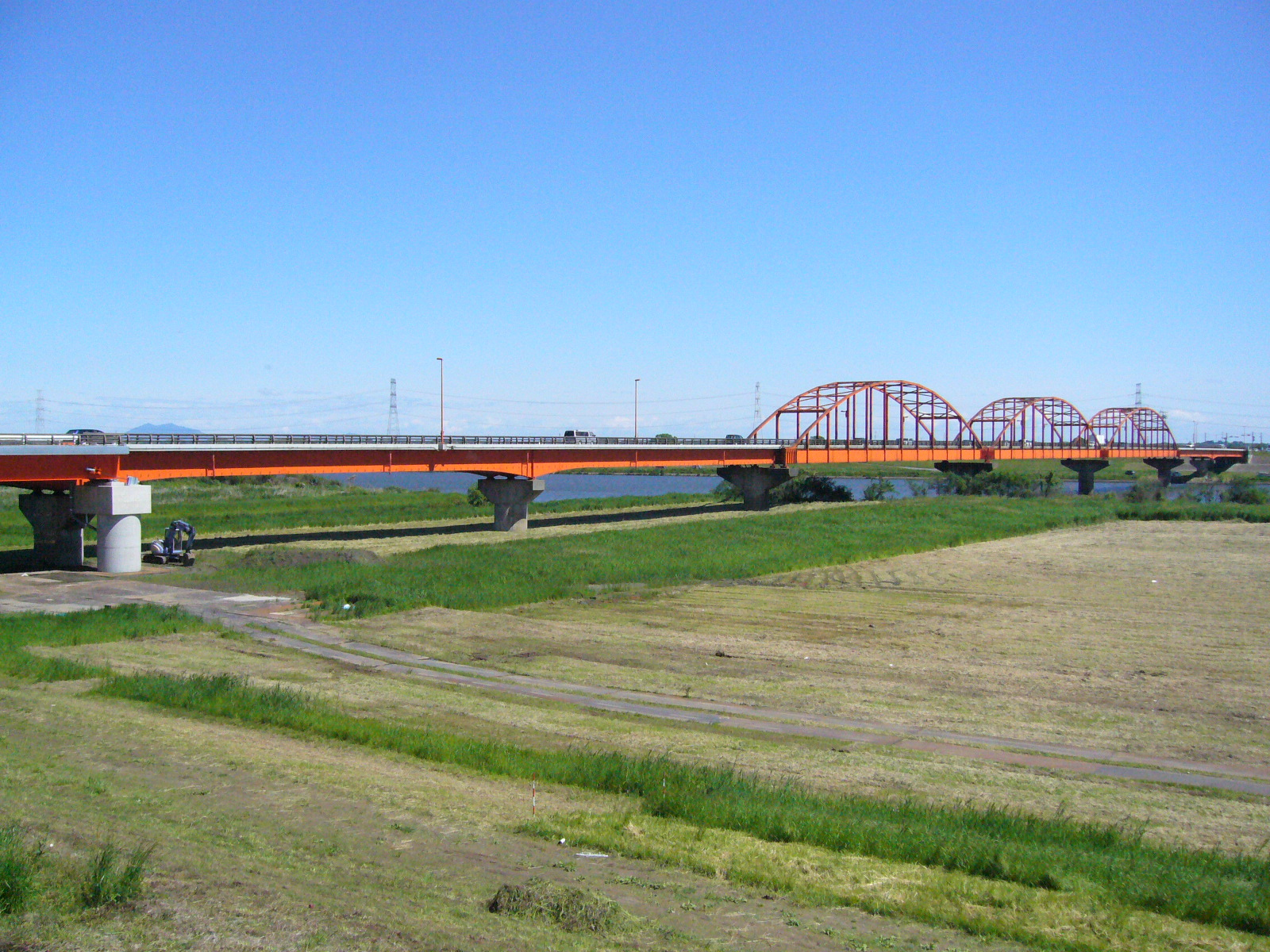
Puente Nagatoyo (fondo Monte Tsukuba). Ruta Nacional 408 sobre el río Tone, Narita a Kawachi.